# Bracca ribbei
Bracca ribbei är en fjärilsart som beskrevs av Arnold Pagenstecher 1886. Bracca ribbei ingår i släktet Bracca och familjen mätare. Inga underarter finns listade i Catalogue of Life.